# Josep Curto i Casadó
Josep Curto i Casadó (Tortosa, 7 de març de 1947) és un polític català.
Ha treballat com a director d'una entitat bancària fins que es dedicà a la política. Ha estat vicepresident d'Aliança Popular a Catalunya, partit al que s'afilià el 1977 i posteriorment principal dirigent del Partit Popular a les Terres de l'Ebre.
Fou elegit diputat a les eleccions al Parlament de Catalunya de 1984, 1988, 1992, 1995 i 1999. Hi fou portaveu del grup parlamentari. Fou escollit regidor de Tortosa a les eleccions municipals de 1979 i primer tinent d'alcalde a les eleccions municipals de 1983. Va disputar l'alcaldia de Tortosa a Marià Curto i Forés a les eleccions municipals de 1987 i 1991. El 1996 va abandonar la política municipal.
El maig del 2009 Curto anuncià que es donava de baixa del PP, en considerar que aquest partit exercia una política lesiva per als interessos de Catalunya; puntualitzà que feia cinc anys que no votava el PP.
Engegat el procés d'autodeterminació de Catalunya, Josep Curto ha donat suport públic al dret de decidir; per exemple, en tertúlies de Catalunya Ràdio.